# Carlin Motorsport
Carlin Motorsport is een Brits raceteam dat actief is in de GP2 Series, de GP3 Series, de Formule Renault 3.5 Series, het Europees Formule 3-kampioenschap en de Indy Lights. Het team wordt als een van de topteams in de Formule 3 beschouwd.

## Coureurs
Carlin Motorsport heeft een aantal Formule 1-coureurs opgeleid. De volgende (voormalig) Formule 1-coureurs reden in het verleden voor Carlin;
| Rijder             | Jaar      | Klasse                           |
| ------------------ | --------- | -------------------------------- |
| Takuma Sato        | 2001      | Britse Formule 3                 |
| Narain Karthikeyan | 2003      | World Series by Nissan           |
| Tiago Monteiro     | 2004      | World Series by Nissan           |
| Sebastian Vettel   | 2006      | Formule Renault 3.5 Series       |
| Jaime Alguersuari  | 2008      | Britse Formule 3                 |
| Jaime Alguersuari  | 2009      | Formule Renault 3.5 Series       |
| Daniel Ricciardo   | 2010      | Britse Formule 3                 |
| Jean-Éric Vergne   | 2010      | Britse Formule 3                 |
| Jean-Éric Vergne   | 2011      | Formule Renault 3.5 Series       |
| Kevin Magnussen    | 2011      | Britse Formule 3                 |
| Felipe Nasr        | 2011      | Britse Formule 3                 |
| Felipe Nasr        | 2012      | Formule 3 Euroseries             |
| Felipe Nasr        | 2013-2014 | GP2 Series                       |
| Carlos Sainz jr.   | 2012      | Britse Formule 3                 |
| Carlos Sainz jr.   | 2012      | Europees Formule 3-kampioenschap |
| Carlos Sainz jr.   | 2012      | Formule 3 Euroseries             |
| Max Chilton        | 2012      | GP2 Series                       |
| Daniil Kvjat       | 2013      | Europees Formule 3-kampioenschap |
| Lando Norris       | 2016      | Europees Formule 3-kampioenschap |
| Lando Norris       | 2017      | Europees Formule 3-kampioenschap |
| Lando Norris       | 2018      | Formule 2                        |